# Acanthophis
Acanthophis é um gênero de serpentes da família Elapidae. São nativas da Austrália, Nova Guiné e ilhas próximas, e estão entre as serpentes mais venenosas do mundo. Em algumas línguas, como na inglesa (death adders), francesa (vipères de la mort) e na italiana (vipera della morte) são comumente conhecidas como víboras da morte, porém não são víboras verdadeiras e pertencem à família Elapidae.
O nome do gênero vem do grego antigo akanthos (ἄκανθος, 'espinho') e ophis (ὄφις, 'serpente'), em referência ao espinho na cauda das espécies do gênero.
Oito espécies são reconhecidas pelo ITIS em julho de 2025.

## Taxonomia
O naturalista francês François Marie Daudin criou o gênero Acanthophis em 1803, com A. cerastinus (hoje sinônimo de A. antarcticus) como sua única espécie.
Embora as serpentes Acanthophis se assemelhem às víboras da família Viperidae, elas pertencem à família Elapidae, que inclui cobras-corais, mambas e najas.
Tradicionalmente, apenas A. antarcticus, A. praelongus e A. pyrrhus eram reconhecidas. Em 1985, Wells e Wellington propuseram quatro novas espécies – A. armstrongi, A. hawkei, A. lancasteri e A. schistos – mas essas não foram amplamente aceitas na época. Em 1998, cinco novas espécies foram descritas (A. barnetti, A. crotalusei, A. cummingi, A. wellsi e A. woolfi) e, em 2002, mais três foram adicionadas (A. groenveldi, A. macgregori e A. yuwoni). Essas descrições foram recebidas com ceticismo, e apenas A. wellsi, com uma descrição ampliada publicada, foi amplamente reconhecida. Há maior confusão sobre as Acanthophis de Papua Nova Guiné e Indonésia. Elas foram variavelmente classificadas como A. antarcticus ou A. praelongus. Em 2005, foi demonstrado que nenhuma dessas classificações é apropriada, e as Acanthophis da Nova Guiné se dividem em dois clados principais: o complexo de A. laevis, com escamas relativamente lisas (incluindo as populações de Seram), e o complexo de A. rugosus, com escamas ásperas. Este último pode ser dividido em dois sub-clados: A. rugosus sensu stricto, do sul da Nova Guiné, e A. hawkei, do norte de Queensland e do Território do Norte, na Austrália. É provável que algumas dessas espécies incluam mais de uma espécie, já que populações como as de A. laevis apresentam grande variação em padrões e escamas.

### Espécies
| Imagem | Espécie            | Autoridade                                         | Subespécies* | Distribuição geográfica     |
| ------ | ------------------ | -------------------------------------------------- | ------------ | --------------------------- |
|        | A. antarcticusT    | (Shaw, 1802)                                       | 2            | Austrália                   |
|        | A. cryptamydros    | Maddock, Ellis, Doughty, L.A. Smith & Wüster, 2015 | 0            | Austrália                   |
|        | A. hawkei          | Wells & Wellington, 1985                           | 0            | Austrália                   |
|        | A. laevis          | Macleay, 1877                                      | 0            | Indonésia, Papua Nova Guiné |
|        | A. praelongus [en] | Ramsay, 1877                                       | 0            | Austrália                   |
|        | A. pyrrhus [en]    | Boulenger, 1898                                    | 0            | Austrália                   |
|        | A. rugosus         | Loveridge, 1948                                    | 0            | Austrália, Indonésia        |
|        | A. wellsi          | Hoser, 1998                                        | 1            | Austrália                   |

* Não incluindo a subespécie nominotípica.
T - Espécie-tipo.

## Descrição

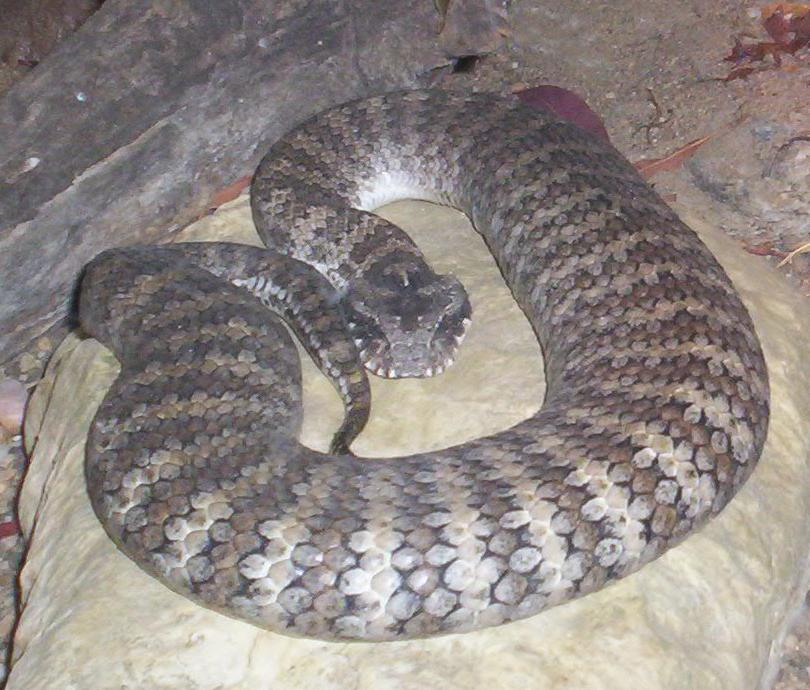
A. antarcticus. Foto tirada no Parque Florestal de Brisbane, Queensland, Austrália

As serpentes Acanthophis têm aparência semelhante às víboras da família Viperidae, com corpo curto e robusto, cabeças triangulares, escamas suboculares pequenas, muitas escamas pequenas no topo da cabeça e escamas supraoculares elevadas. As escamas dorsais podem ser lisas ou quilhadas. A padronagem do corpo geralmente apresenta faixas transversais, e as pupilas são elípticas verticais. Suas presas venenosas são mais longas e móveis do que as de outros elapídeos, embora ainda menores que as das víboras. Não são relacionadas às víboras e sua semelhança é resultado de evolução convergente.
Elas geralmente levam de 2 a 3 anos para atingir o tamanho adulto. As fêmeas são ligeiramente maiores que os machos. Podem ser facilmente distinguidas de outras serpentes australianas por um pequeno apêndice semelhante a um verme na ponta da cauda, usado para atrair presas. A maioria apresenta grandes faixas ao redor do corpo, com cores variando entre preto, cinza, vermelho e amarelo, além de tons de marrom e cinza-esverdeado, dependendo da localidade.
São ovovivíparas, com os embriões desenvolvendo-se em sacos membranosos dentro da fêmea, que dá à luz ninhadas de 8 a 30 filhotes vivos.

## Caça
Diferentemente da maioria das serpentes, as Acanthophis não caçam ativamente, mas permanecem em emboscada, atraindo presas. Quando famintas, elas se enterram no substrato, que pode ser folhagem, solo ou areia, dependendo do ambiente. Apenas a cabeça e a cauda ficam expostas, ambas bem camufladas. A ponta da cauda é usada para atrair presas, e, quando mexida, pode ser confundida com uma minhoca ou larva. Quando a presa tenta capturá-la, a serpente ataca. Embora se diga que elas têm o ataque mais rápido entre as serpentes do mundo, esse tópico não foi suficientemente estudado para comparações confiáveis.
A dieta é generalista e se alimentam de pequenos mamíferos, pássaros, lagartos e sapos, mas os mais comumente registrados foram lagartos.

## Veneno
As serpentes Acanthophis podem injetar, em média, 40 a 100 mg de veneno altamente tóxico com uma mordida. A dose letal mediana (LD50) do veneno foi reportada como 0,4–0,5 mg/kg por via subcutânea, sendo completamente neurotóxico, sem hemotoxinas ou miotoxinas, ao contrário do veneno da maioria das serpentes venenosas.
Uma mordida de Acanthophis pode causar paralisia, que inicialmente parece leve, mas pode levar à morte por insuficiência respiratória completa. A progressão dos primeiros sinais para a paralisia respiratória total geralmente leva cerca de 6 horas, muitas vezes mais de 12 horas, embora ocasionalmente possa ocorrer mais rapidamente. Os sintomas de envenenamento podem ser revertidos com o uso de soro antiofídico específico para Acanthophis ou com anticolinesterases, que quebram o bloqueio sináptico ao aumentar a disponibilidade de acetilcolina no sistema nervoso parassimpático, mitigando os efeitos do veneno.
Antes da introdução do soro antiofídico, cerca de 50% das mordidas de Acanthophis eram fatais. Hoje, com o soro amplamente disponível e a progressão lenta dos sintomas de envenenamento, uma mordida fatal é menos provável.